# گروه بورس ژاپن
گروه بورس ژاپن (انگلیسی: Japan Exchange Group) بازار بورس اوراق بهادار و شرکت خدمات مالی ژاپنی است، که در سال ۲۰۱۳ از ادغام بازارهای بورس توکیو و بورس اوساکا تأسیس شد. این گروه هم‌اکنون پس از ان‌وای‌اس‌ای یورونکست، اوام‌اکس و بورس لندن، به‌عنوان چهارمین بازار بزرگ بورس جهان و بزرگترین بازار بورس اوراق بهادار آسیا شناخته می‌شود. دفتر مرکزی گروه بورس ژاپن در شهر چوئو-کو، توکیو مستقر می‌باشد. گروه بورس ژاپن مالک بورس توکیو و بورس اوساکا می‌باشد.